# Tercera llamada
Tercera llamada és una pel·lícula mexicana del 2013, dirigida per Francisco Franco Alba. La seva estrena a Mèxic va ser el 4 d'octubre del 2013. És una pel·lícula escrita pel mateix director i per l'actriu, guionista: María Renée Prudencio. La pel·lícula va guanyar un Premi Ariel al millor guió adaptat en la LVI edició dels Premis Ariel de 2014. És una comèdia basada en la història de Calígula.

## Argument
Aquesta és una comèdia sobre un accidentat muntatge. Falta un mes i mig per a l'estrena de Calígula, l'obra d'Albert Camus, i la seva neuròtica directora es troba en constant enfrontament amb els seus actors. La diva està ofesa, el vell actor no pot recordar els seus diàlegs, la productora només està sòbria quan dorm, la protagonista entra en pànic i els tècnics s'han robat l'escenografia.
Per obrir el teló caldrà resoldre aquest divertit embolic i anunciar la tan esperada tercera crida. S'aconseguirà estrenar l'obra?

## Repartiment
- Fernando Luján com Fernando "La Autoridad".
- Ricardo Blume com Eduardo "El Sabio".
- Anabel Ferreira com Geo "La Productora".
- Karina Gidi com Isa "La Directora".
- Irene Azuela com Julia "La Promesa".
- Moisés Arizmendi com Óscar "El Chambista".
- Alfonso Dosal com Ángel "El Bonito".
- Mariana Treviño com Ceci "La Asistonta".
- Eduardo España com Poquemón "El Revoltoso".
- Rebecca Jones com Amanda "La Diva".
- Cecilia Suárez com Adrianita "La Azotada".
- Víctor García com Chippen "El Stripper".
- Jorge Poza com Daniel "El Superestrella".
- Actuació especial de Silvia Pinal com Delegada ANDA "La Delegada".
- Mauricio García Lozano com Collonier.
- Kristyan Ferrer com Nachito.
- Jorge Adrián Espíndola com Parra.
- Martín Altomaro com Adrián.
- Regina Orozco
- Alejandra Bogue

## Recepció
En algunes pàgines mexicanes sobre crítiques, per exemple Cinegarage escriu:
| «               | "Tercera llamada és doncs una pel·lícula completament potable i més profunda que una simple comèdia melodramàtica." | » |
| — Erick Estrada | |   |

A la revista Cine Premiere es va escriure:
| «               | "Tercera llamada és una pel·lícula ben feta, amb art, ofici i intel·ligència. Forma part del cinema mexicà que val la pena veure i secundar." | » |
| — Claudia Llaca | |   |

A Milenio, la pel·lícula va ser nomenada "La millor comèdia mexicana de l'any 2013".

## Premis i nominacions
| Any  | Premi                                    | Categoria                   | Persona(s)                               | Resultat   |
| ---- | ---------------------------------------- | --------------------------- | ---------------------------------------- | ---------- |
| 2014 | Premis Ariel                             | Millor guió adaptat         | María Renée Prudencio, Francisco Franco  | Guanyadors |
| 2014 | Premis Ariel                             | Millor coactuació femenina  | Rebecca Jones                            | Nominada   |
| 2014 | Premis Ariel                             | Millor coactuació masculina | Ricardo Blume                            | Nominat    |
| 2014 | Premis Ariel                             | Millor so                   | Matías Barberis                          | Nominat    |
| 2014 | Premis Ariel                             | Millor edició               | Mariana Rodriguez                        | Nominada   |
| 2014 | Premis Ariel                             | Millor maquillatge          | Iñaki Legaspi                            | Nominat    |
| 2014 | Premis Ariel                             | Millor vestuari             | Adela Cortázar                           | Nominada   |
| 2014 | Palm Springs International Film Festival | Premi Cinema Llatí          | Francisco Franco                         | Nominat    |
| 2014 | Diosas de Plata                          | Millor pel·lícula           | Millor pel·lícula                        | Nominada   |
| 2014 | Diosas de Plata                          | Millor co-actuació femenina | Anabel Ferreira                          | Nominada   |
| 2014 | Diosas de Plata                          | Millor co-actuació femenina | Mariana Treviño                          | Nominada   |
| 2014 | Diosas de Plata                          | Paper de quadre femení      | Silvia Pinal                             | Nominada   |
| 2014 | Diosas de Plata                          | Millor guió                 | María Reneé Prudencio i Francisco Franco | Nominats   |
| 2013 | Festival de Cinema Mexicà (Guadalajara)  | Millor actriu               | Cecilia Suárez                           | Guanyadora |
| 2013 | Festival de Cinema de l'Havana           | Millor edició               | Mariana Rodríguez                        | Guanyadora |

## Comentaris
Aquest film ocupa el lloc 77 dins de la llista de les 100 millors pel·lícules mexicanes de la història, segons l'opinió de 27 crítics i especialistes del cinema a Mèxic, publicada pel portal Sector Cine al juny de 2020.